# Aivo Udras
Aivo Udras (ur. 15 marca 1970 w Võru) – estoński biathlonista, brązowy medalista mistrzostw świata.

## Kariera
W Pucharze Świata zadebiutował 16 stycznia 1992 roku w Ruhpolding, kiedy zajął 99. miejsce w biegu indywidualnym. Pierwsze punkty zdobył 7 marca 1992 roku w Oslo, zajmując 18. miejsce w sprincie. Nigdy nie stanął na podium indywidualnych zawodów tego cyklu. Najlepsze wyniki osiągnął w sezonie 1994/1995, kiedy zajął 57. miejsce w klasyfikacji generalnej.
Podczas mistrzostw świata w Nowosybirsku w 1992 roku wspólnie z Kalju Ojaste, Urmasem Kaldvee i Hillarem Zahkną zdobył brązowy medal w biegu drużynowym. Był to pierwszy w historii medal dla Estonii w tej konkurencji. Był też między innymi siódmy w sztafecie na mistrzostwach świata w Borowcu w 1993 roku.
W 1992 roku wystartował na igrzyskach olimpijskich w Albertville w 1992 roku, gdzie zajął 61. miejsce w sprincie i 11. w sztafecie. Na rozgrywanych dwa lata później igrzyskach w Lillehammer uplasował się na 16. pozycji w biegu indywidualnym, 50. w sprincie i 13. w sztafecie.

## Osiągnięcia

### Igrzyska olimpijskie
| Rok  | Miejscowość | Konkurencje | Konkurencje | Konkurencje | Konkurencje | Konkurencje | Konkurencje | Konkurencje |
| Rok  | Miejscowość | IN          | SP          | PU          | MS          | RL          | MR          | SR          |
| ---- | ----------- | ----------- | ----------- | ----------- | ----------- | ----------- | ----------- | ----------- |
| 1992 | Albertville | –           | 61.         | nd.         | nd.         | 11.         | nd.         | –           |
| 1994 | Lillehammer | 16.         | 50.         | nd.         | nd.         | 13.         | nd.         | –           |

### Mistrzostwa świata
| Rok  | Miejscowość | Konkurencje | Konkurencje | Konkurencje | Konkurencje | Konkurencje | Konkurencje | Konkurencje |
| Rok  | Miejscowość | IN          | SP          | PU          | MS          | RL          | MR          | SR          |
| ---- | ----------- | ----------- | ----------- | ----------- | ----------- | ----------- | ----------- | ----------- |
| 1992 | Nowosybirsk | nd.         | nd.         | nd.         | nd.         | nd.         | nd.         | –           |
| 1993 | Borowec     | –           | 58.         | nd.         | nd.         | 7.          | nd.         | –           |
| 1994 | Canmore     | nd.         | nd.         | nd.         | nd.         | nd.         | nd.         | –           |

### Puchar Świata

#### Miejsca w klasyfikacji generalnej
| Sezon     | Miejsce |
| --------- | ------- |
| 1991/1992 | 70.     |
| 1992/1993 | -       |
| 1993/1994 | -       |

#### Miejsca na podium chronologicznie
Udras nigdy nie stanął na podium indywidualnych zawodów PŚ.